# لانداف (نيوهامشير)
لانداف (بالإنجليزية: Landaff, New Hampshire)‏ هي بلدة أمريكية تقع في الولايات المتحدة في مقاطعة غرافتون (نيوهامشير). يقدر عدد سكانها بـ 415 نسمة ومساحتها 73.7 كم2 وترتفع عن سطح البحر 348 متر.

## أعلام
- بيتر كارلتون
- هنري سانبورن نويز
- هاري شاندلير
- عزرا بي. فرينش